# Matthias Schweighöfer
Matthias Schweighöfer (Anklam, 1981. március 11. –) német színész és rendező.
Legismertebb szerepe Franz Herber hadnagy a 2008-as Valkűr című filmben. 2021-ben feltűnt a Zack Snyder által rendezett A halottak hadserege című Netflixes filmben Ludwig Dieter szerepében. Szerepét megismételte a A tolvajok hadserege előzményfilmben, amelyet ezúttal ő rendezett. 2023-ban Werner Heisenberg német elméleti fizikust alakította Christopher Nolan Oppenheimer című életrajzi thrillerében, amely Robert Oppenheimerről és az atombomba kifejlesztéséről szól a második világháború idején.

## Élete
1981. március 11-én született az akkoriban a kommunista Kelet-Németországhoz tartozó Anklamban (Nyugat-Pomeránia). Szülei Michael és Gitta Schweighöfer, szintén színészek. Schweighöfer a neves berlini Ernst Busch Színművészeti Akadémiára járt, de egy év után otthagyta. Színész szülők gyermekeként tehetségesnek tartották, így együtt dolgozhatott olyan rendezőkkel is mint Peter Greenaway. 

## Pályafutása

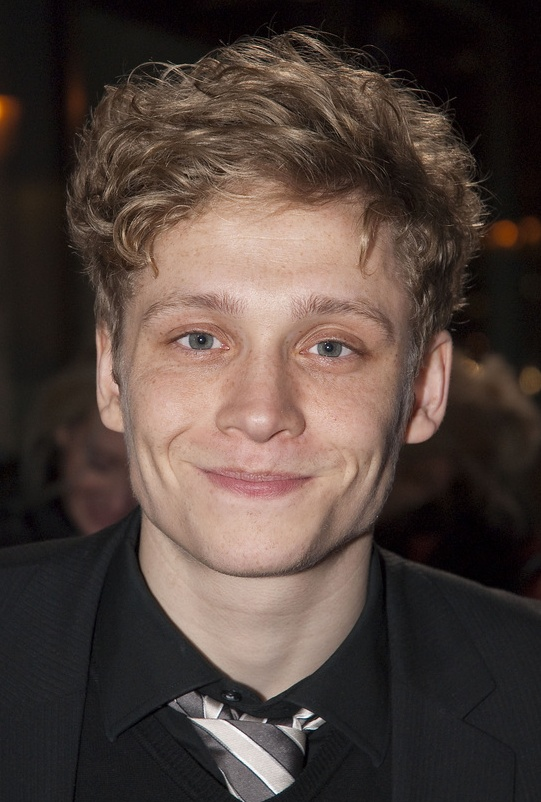
A 2008-as Berlini Nemzetközi Filmfesztiválon

Első nagyjátékfilmes szerepe az Andreas Dresen által rendezett Changing Skins (1997) volt. A következő években olyan projektekben szerepelt, mint a Soloalbum (2003), az Off Beat (2004), az Eight Miles High (2007) és a Fülenincs nyúl. Schweighöfer alakította Franz Herber hadnagyot a 2008-as Valkűr című filmben, amely az Adolf Hitler megölésére irányuló július 20-i sikertelen merényletet és politikai puccsot mutatja be. A Valkűr nemzetközi megjelenése és a neves szereplőgárda (többek között Tom Cruise, Kenneth Branagh, Terence Stamp és Bill Nighy) nemcsak azt tette lehetővé, hogy Schweighöfer külföldön is elismert legyen, hanem ezzel lehetőséget nyert más angol nyelvű filmek szereplésében.
2009-ben Joko Winterscheidt televíziós műsorvezetővel megalapította a German Garment divatmárkát.
2010-ben filmrendezőként debütált a Micsoda férfi című romantikus vígjátékkal, majd 2013-ban a második filmje, a Break Up Man követte. 2017-ben ő volt a rendezője, producere és főszereplője az Amazon Studios első nem angol nyelvű tévésorozatának, a You Are Wantednek.
2021-ben Ludwig Dietert alakította a Zack Snyder által rendezett A halottak hadserege című Netflix-filmben. Szerepét újra eljátszotta A tolvajok hadserege előzményfilmben, amelyet ő rendezett.
2021/2022-ben elvállalta a valós zenei producer, Frank Farian szerepét a Milli Vanilli: Az évszázad botránya című életrajzi filmben. A projektet a Leonine 2023 decemberében mutatta be a mozikban.
2023-ban Werner Heisenberg fizikust formálta meg Christopher Nolan Oppenheimer című életrajzi filmjében.

## Magánélete
2004 és 2012 között Schromm Anival járt, 2013 nyarán ismét összejöttek. Van egy 2009-ben született lányuk és egy 2014-ben született fiuk. Schweighöfer és Schromm később elváltak. 2019-től kapcsolatban áll A tolvajok hadserege színésztársával, Ruby O. Fee-vel. Schweighöfer Berlinben él.

## Filmográfia

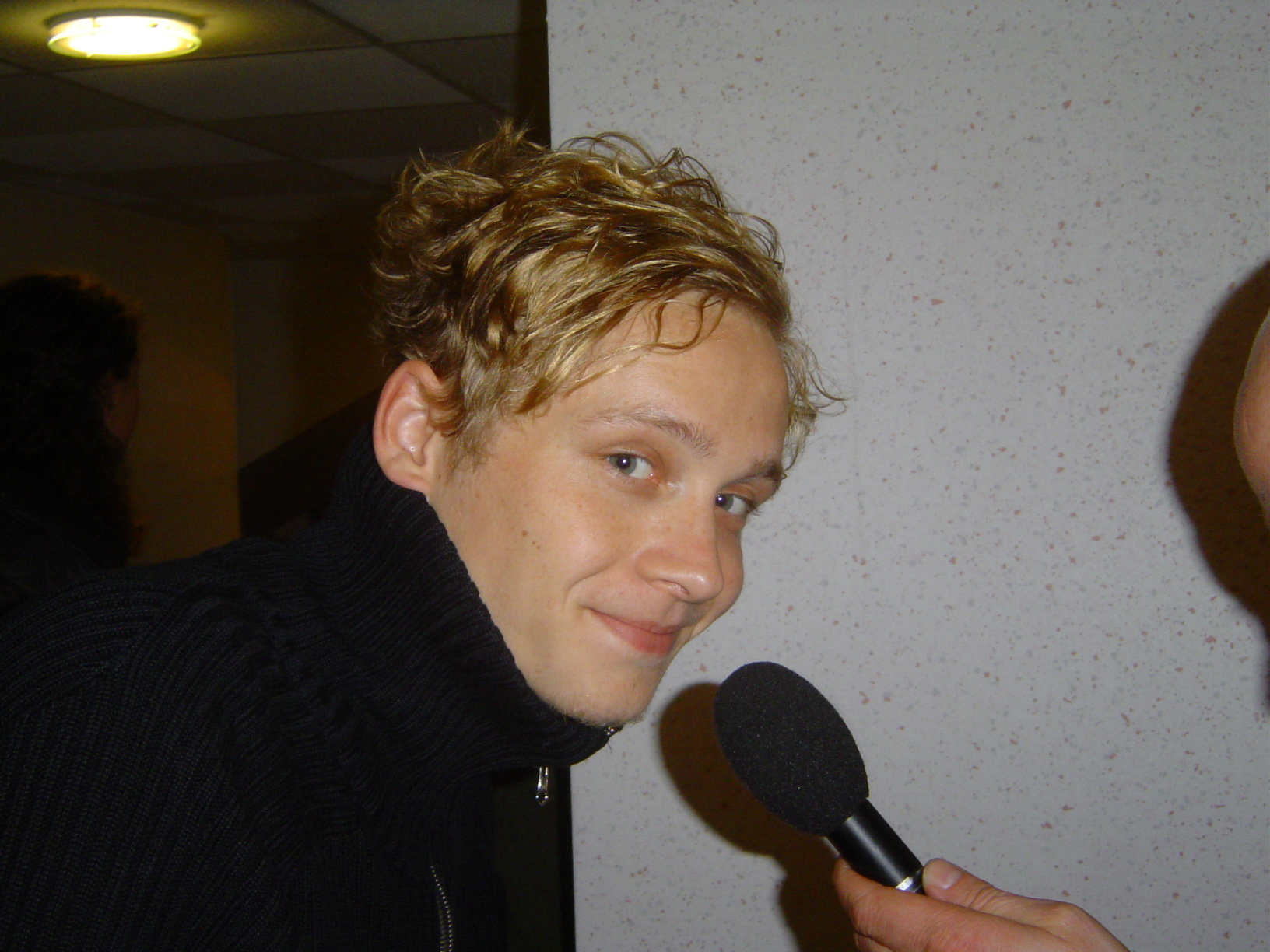
2005-ben

Filmrendező, forgatókönyvíró és filmproducer
| Év   | Magyar cím           | Eredeti cím     | Feladatkör | Feladatkör | Feladatkör |
| Év   | Magyar cím           | Eredeti cím     | Rendező    | Író        | Producer   |
| ---- | -------------------- | --------------- | ---------- | ---------- | ---------- |
| 2011 | Micsoda férfi        | What a Man      | Igen       | Igen       | Igen       |
| 2013 |                      | Schlussmacher   | Igen       | Igen       | Nem        |
| 2014 | Apai örömök          | Vaterfreuden    | Igen       | Igen       | Igen       |
| 2015 | Mr. Dadus            | Der Nanny       | Igen       | Igen       | Igen       |
| 2021 | A tolvajok hadserege | Army of Thieves | Igen       | Igen       | Nem        |

### Film
| Év   | Magyar cím                            | Eredeti cím                            | Szerep                         | Magyar hang     |
| ---- | ------------------------------------- | -------------------------------------- | ------------------------------ | --------------- |
| 2000 |                                       | Freunde                                | Speedy                         |                 |
| 2000 |                                       | 3 Tage 44                              | Albert                         |                 |
| 2000 |                                       | Fremdes Land                           | Tom                            |                 |
| 2000 |                                       | Mein Freund, seine Mutter und die Elbe | Thomas                         |                 |
| 2001 |                                       | Mein Vater, die Tunte                  | Jan Quinn                      |                 |
| 2001 |                                       | Herz über Kopf                         | Dirk Bachmann                  |                 |
| 2002 |                                       | Nachts im Park                         | Hansen                         |                 |
| 2002 | Félelem.com                           | Feardotcom                             | Dieter Schrader                |                 |
| 2002 |                                       | Ballett ist ausgefallen                | Holger                         |                 |
| 2003 |                                       | Soloalbum                              | Ben                            |                 |
| 2003 |                                       | Die Klasse von '99                     | Felix                          |                 |
| 2004 | Szívritmus                            | Kammerflimmern                         | Crash                          |                 |
| 2005 |                                       | Kombat Sechzehn                        | Daniel                         |                 |
| 2005 |                                       | Polly Blue Eyes                        | Ronald 'Ronny' Helske          |                 |
| 2005 |                                       | Hypochonder                            | Felix Berthold Bux             |                 |
| 2005 |                                       | Happy End                              | Junge                          |                 |
| 2005 |                                       | Weiße Raben – Alptraum Tschetschenien  | Laurin (hangja)                |                 |
| 2006 |                                       | Der blaue Affe                         | Laurin                         |                 |
| 2007 |                                       | Das wilde Leben                        | Rainer Langhans                |                 |
| 2007 |                                       | Fata Morgana                           | Daniel                         |                 |
| 2007 | Fülenincs nyúl                        | Keinohrhasen                           | Moritz                         | Molnár Levente  |
| 2008 | A vörös báró                          | Der Rote Baron                         | Manfred von Richthofen         | Molnár Levente  |
| 2008 |                                       | Der Architekt                          | Jan Winter                     |                 |
| 2008 | Valkűr                                | Valkyrie                               | Franz Herber hadnagy           | Hamvas Dániel   |
| 2009 |                                       | Night Train                            | Frankie                        |                 |
| 2009 |                                       | 12 Meter ohne Kopf                     | Gödeke Michels                 |                 |
| 2009 |                                       | Must Love Death                        | kocka                          |                 |
| 2009 | Fülenincs nyúl 2.                     | Zweiohrküken                           | Moritz                         | Molnár Levente  |
| 2009 | Fülenincs nyúl 2.                     | Zweiohrküken                           | Moritz                         | Penke Bence     |
| 2010 | Barátság!                             | Friendship!                            | Tom Kleeberg                   | Fehér Tibor     |
| 2010 | Barátság!                             | Friendship!                            | Tom Kleeberg                   | Markovics Tamás |
| 2010 |                                       | 3faltig                                | Krisztus                       |                 |
| 2010 | Sammy nagy kalandja – A titkos átjáró | Sammy's avonturen: De geheime doorgang | Sammy (német hangja)           | Sánta László    |
| 2011 |                                       | Rubbeldiekatz                          | Alex                           |                 |
| 2011 | Micsoda férfi                         | What a Man                             | Alex                           |                 |
| 2012 | Orosz diszkó                          | Russendisko                            | Wladimir Kaminer               |                 |
| 2013 |                                       | Schlussmacher                          | Paul Voigt                     |                 |
| 2013 |                                       | Frau Ella                              | Sascha                         |                 |
| 2013 | Fülenincs nyúl és a kétfülű csibe     | Keinohrhase und Zweiohrküken           | Róka (hangja)                  | Hevér Gábor     |
| 2013 | Kislány a küszöbön 2.                 | Kokowääh 2                             | Matthias                       |                 |
| 2014 |                                       | Irre sind männlich                     | Partygast                      |                 |
| 2014 | Bibi és Tina: Elátkozva               | Bibi & Tina voll verhext!              | Prinz Charming                 |                 |
| 2014 | Apai örömök                           | Vaterfreuden                           | Felix                          | Molnár Áron     |
| 2014 | Villám és a varázsló                  | The House of Magic                     | Villám (német hangja)          | Straub Martin   |
| 2015 | Mr. Dadus                             | Der Nanny                              | Clemens Klina                  | Moser Károly    |
| 2015 | A kis herceg                          | Le Petit Prince                        | Róka (német hangja)            | Széles Tamás    |
| 2016 | Robinson Crusoe                       | Robinson Crusoe                        | Robinson Crusoe (német hangja) | Márkus Sándor   |
| 2016 | A legkúlabb nap                       | Der geilste Tag                        | Andi                           | Szabó Máté      |
| 2016 | Négyen a bank ellen                   | Vier gegen die Bank                    | Max, a reklámszakember         | Fehér Tibor     |
| 2018 | Hot Dog                               | Hot Dog                                | Theo Ransoff                   | Markovics Tamás |
| 2018 | Boldogság befőtt                      | Vielmachglas                           | Erik Ruge                      | Szabó Máté      |
| 2018 | Kurszk                                | Kursk                                  | Pavel Szonyin                  | Renácz Zoltán   |
| 2018 | 100 dolog                             | 100 Dinge                              | Anton Katz                     | Molnár Levente  |
| 2019 | Playmobil: A film                     | Playmobil: The Movie                   | Rex Deluxe (német hangja)      | Gacsal Ádám     |
| 2020 | Ellenállás                            | Resistance                             | Barbie                         | Seder Gábor     |
| 2021 | A halottak hadserege                  | Army of the Dead                       | Ludwig Dieter                  | Király Dániel   |
| 2021 | A tolvajok hadserege                  | Army of Thieves                        | Ludwig Dieter                  | Király Dániel   |
| 2021 |                                       | Hinterland                             | Josef Severin                  |                 |
| 2022 | A Mardini nővérek                     | The Swimmers                           | Sven                           | Molnár Levente  |
| 2023 | Oppenheimer                           | Oppenheimer                            | Werner Heisenberg              | Seder Gábor     |
| 2023 | Rachel Stone – Mindent vagy semmit    | Heart of Stone                         | Kőr bubi                       | Molnár Levente  |
| 2023 | Családi cserebere                     | Family Switch                          | Rolf                           | Markovics Tamás |
| 2023 | Milli Vanilli: Az évszázad botránya   | Girl You Know It's True                | Frank Farian                   | Hamvas Dániel   |
| 2025 | Elio                                  | Elio                                   | Tegmen (hangja)                | Ganxsta Zolee   |
| 2025 |                                       | Amrum                                  | Theo                           |                 |
| 2025 | A téglafal                            | Brick                                  | Tim                            | Király Dániel   |

### Televízió
| Év         | Magyar cím          | Eredeti cím                                           | Szerep                             | Megjegyzések |
| ---------- | ------------------- | ----------------------------------------------------- | ---------------------------------- | ------------ |
| 1997       |                     | Spuk aus der Gruft                                    | Torsten                            | tévéfilm     |
| 1998       |                     | Ärzte                                                 | Dr. Vogt                           | 1 epizód     |
| 1998, 1999 |                     | Siska                                                 | Sebastian Freese, Benny Daum       | 2 epizód     |
| 1999       |                     | Dr. Stefan Frank – Der Arzt, dem die Frauen vertrauen | Ingo Taschke                       | 1 epizód     |
| 1999       |                     | Spuk im Reich der Schatten                            | Torsten                            | tévéfilm     |
| 2000       |                     | Verbotenes Verlangen – Ich liebe meinen Schüler       | Ben                                | tévéfilm     |
| 2000       | Csókolj meg, békám! | Küss mich, Frosch                                     | Dietbert herceg                    | tévéfilm     |
| 2001       |                     | Babykram ist Männersache                              | Malte                              | tévéfilm     |
| 2001       |                     | Polizeiruf 110: Zerstörte Träume                      | Daniel Cross                       | 1 epizód     |
| 2001, 2010 | Tetthely            | Tatort                                                | Balthasar Staupen, Jacky Bräutigam | 2 epizód     |
| 2002       |                     | Die Freunde der Freunde                               | Gregor                             | tévéfilm     |
| 2003       |                     | Hamlet X                                              | Osric                              | tévéfilm     |
| 2004       |                     | Baal                                                  | Baal                               | tévéfilm     |
| 2004       |                     | Kalter Frühling                                       | Ben Lüders                         | tévéfilm     |
| 2005       |                     | Schiller                                              | Friedrich Schiller                 | tévéfilm     |
| 2007       |                     | Ein spätes Mädchen                                    | Felix                              | tévéfilm     |
| 2009       |                     | Mein Leben – Marcel Reich-Ranicki                     | Marcel Reich-Ranicki fiatalon      | tévéfilm     |
| 2017–2018  |                     | You Are Wanted                                        | Lukas Franke                       | 12 epizód    |

## Színházi szerepei
- 2004: Eins, Zwei, Drei ...Otto Ludwig Pfiffl - Hebbel Theatre, Berlin
- 2007: North directed by Frank Castorf - Volksbühne, Berlin

## Díjak

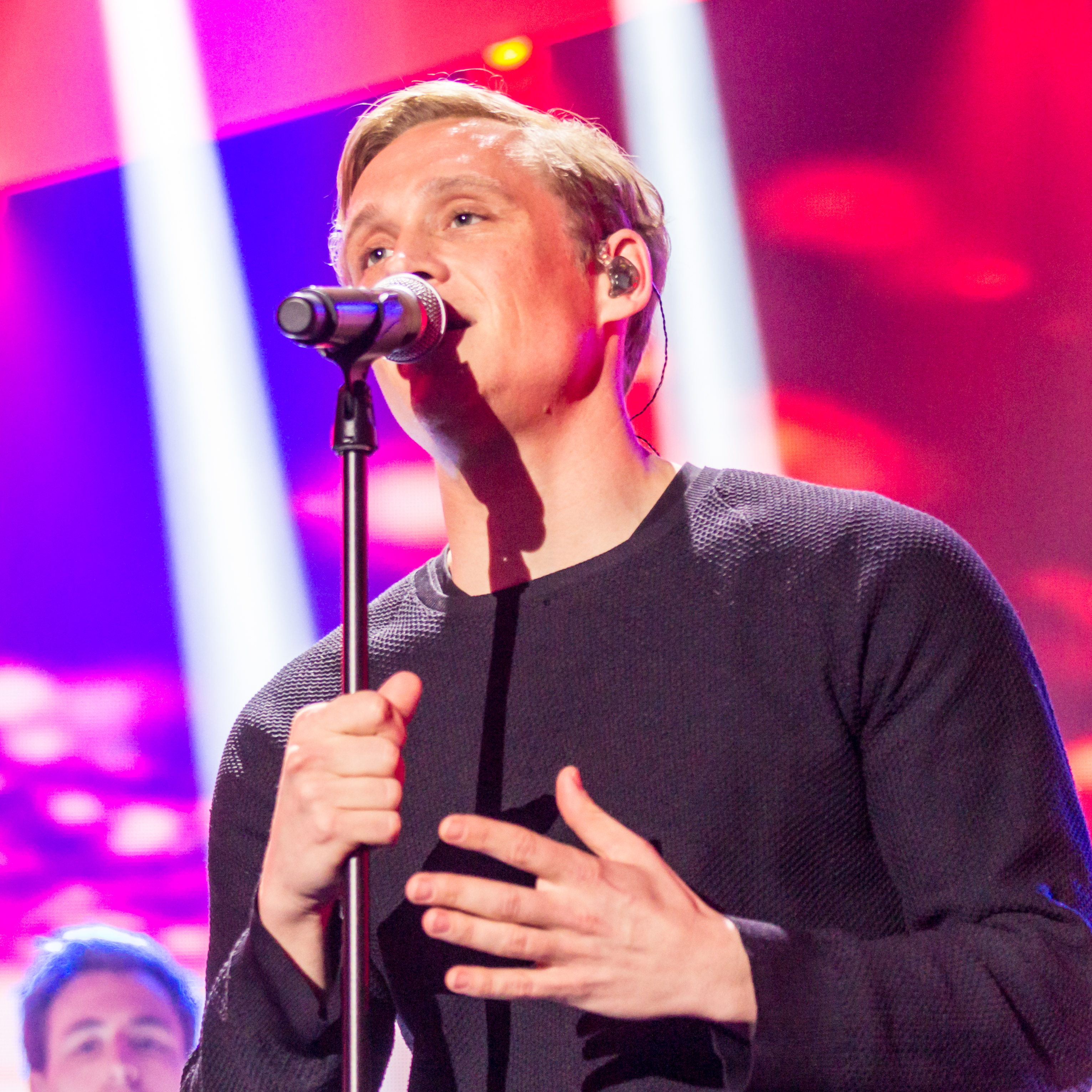
Schweighöfer az Unser Songban (2017)

- 2000: German Television Price - Promotional Award for the performance in Verbotenes Verlangen
- 2002: Günter Strack TV Award - Best Young Actor for the performance in Tatort - Gewaltfieber
- 2003: Golden Camera - "Curt Jürgens Memorial Camera" for best newcomer and performances in Die Freunde der Freunde & Soloalbum
- 2003: Adolf Grimme Award - For the performance in Die Freunde der Freunde
- 2003: New Faces Award - Best Actor
- 2004: Bavarian Film Award - Best Young Actor
- 2004: Fernsehfilm-Festival Baden-Baden - Special award for the outstanding performances in Baal and

Kalter Frühling
- 2005: Undine Award - Best Young Actor (TV) for the performance in Schiller
- 2006: DIVA-Award – Best Actor for the performances in Kammerflimmern, Schiller and Polly Blue Eyes
- 2007: Undine Award - Best Young Actor (feature film) for the performance in Das wilde Leben
- 2007: Bambi - Film - National - Male
- 2013: Bambi-díj[17]

## Élete és pályafutása
Szülei Michael és Gitta Schweighöfer, szintén színészek. Felvételt nyert a neves német színművészeti iskolába, a Hochschule für Schauspielkunstba, de egy év múlva ott hagyta. Színész szülők gyermekeként tehetségesnek tartották, így együtt dolgozhatott olyan rendezőkkel is mint Peter Greenaway. 

## Magánélete
2004-ben kezdett el randevúzni Ani Schrommmal, akitől 2009-ben született egy kislánya, Greta. A család jelenleg Berlinben él.

## Filmográfia
Filmrendező, forgatókönyvíró és filmproducer
| Év   | Magyar cím           | Eredeti cím     | Feladatkör | Feladatkör | Feladatkör |
| Év   | Magyar cím           | Eredeti cím     | Rendező    | Író        | Producer   |
| ---- | -------------------- | --------------- | ---------- | ---------- | ---------- |
| 2011 | Micsoda férfi        | What a Man      | Igen       | Igen       | Igen       |
| 2013 |                      | Schlussmacher   | Igen       | Igen       | Nem        |
| 2014 | Apai örömök          | Vaterfreuden    | Igen       | Igen       | Igen       |
| 2015 | Mr. Dadus            | Der Nanny       | Igen       | Igen       | Igen       |
| 2021 | A tolvajok hadserege | Army of Thieves | Igen       | Igen       | Nem        |

### Filmek
| Év   | Magyar cím                            | Eredeti cím                            | Szerep                         | Magyar hang     |
| ---- | ------------------------------------- | -------------------------------------- | ------------------------------ | --------------- |
| 2000 |                                       | Freunde                                | Speedy                         |                 |
| 2000 |                                       | 3 Tage 44                              | Albert                         |                 |
| 2000 |                                       | Fremdes Land                           | Tom                            |                 |
| 2000 |                                       | Mein Freund, seine Mutter und die Elbe | Thomas                         |                 |
| 2001 |                                       | Mein Vater, die Tunte                  | Jan Quinn                      |                 |
| 2001 |                                       | Herz über Kopf                         | Dirk Bachmann                  |                 |
| 2002 |                                       | Nachts im Park                         | Hansen                         |                 |
| 2002 | Félelem.com                           | Feardotcom                             | Dieter Schrader                |                 |
| 2002 |                                       | Ballett ist ausgefallen                | Holger                         |                 |
| 2003 |                                       | Soloalbum                              | Ben                            |                 |
| 2003 |                                       | Die Klasse von '99                     | Felix                          |                 |
| 2004 | Szívritmus                            | Kammerflimmern                         | Crash                          |                 |
| 2005 |                                       | Kombat Sechzehn                        | Daniel                         |                 |
| 2005 |                                       | Polly Blue Eyes                        | Ronald 'Ronny' Helske          |                 |
| 2005 |                                       | Hypochonder                            | Felix Berthold Bux             |                 |
| 2005 |                                       | Happy End                              | Junge                          |                 |
| 2005 |                                       | Weiße Raben – Alptraum Tschetschenien  | Laurin (hangja)                |                 |
| 2006 |                                       | Der blaue Affe                         | Laurin                         |                 |
| 2007 |                                       | Das wilde Leben                        | Rainer Langhans                |                 |
| 2007 |                                       | Fata Morgana                           | Daniel                         |                 |
| 2007 | Fülenincs nyúl                        | Keinohrhasen                           | Moritz                         | Molnár Levente  |
| 2008 | A vörös báró                          | Der Rote Baron                         | Manfred von Richthofen         | Molnár Levente  |
| 2008 |                                       | Der Architekt                          | Jan Winter                     |                 |
| 2008 | Valkűr                                | Valkyrie                               | Franz Herber hadnagy           | Hamvas Dániel   |
| 2009 |                                       | Night Train                            | Frankie                        |                 |
| 2009 |                                       | 12 Meter ohne Kopf                     | Gödeke Michels                 |                 |
| 2009 |                                       | Must Love Death                        | kocka                          |                 |
| 2009 | Fülenincs nyúl 2.                     | Zweiohrküken                           | Moritz                         | Molnár Levente  |
| 2009 | Fülenincs nyúl 2.                     | Zweiohrküken                           | Moritz                         | Penke Bence     |
| 2010 | Barátság!                             | Friendship!                            | Tom Kleeberg                   | Fehér Tibor     |
| 2010 | Barátság!                             | Friendship!                            | Tom Kleeberg                   | Markovics Tamás |
| 2010 |                                       | 3faltig                                | Krisztus                       |                 |
| 2010 | Sammy nagy kalandja – A titkos átjáró | Sammy's avonturen: De geheime doorgang | Sammy (német hangja)           | Sánta László    |
| 2011 |                                       | Rubbeldiekatz                          | Alex                           |                 |
| 2011 | Micsoda férfi                         | What a Man                             | Alex                           |                 |
| 2012 | Orosz diszkó                          | Russendisko                            | Wladimir Kaminer               |                 |
| 2013 |                                       | Schlussmacher                          | Paul Voigt                     |                 |
| 2013 |                                       | Frau Ella                              | Sascha                         |                 |
| 2013 | Fülenincs nyúl és a kétfülű csibe     | Keinohrhase und Zweiohrküken           | Róka (hangja)                  | Hevér Gábor     |
| 2013 | Kislány a küszöbön 2.                 | Kokowääh 2                             | Matthias                       |                 |
| 2014 |                                       | Irre sind männlich                     | Partygast                      |                 |
| 2014 | Bibi és Tina: Elátkozva               | Bibi & Tina voll verhext!              | Prinz Charming                 |                 |
| 2014 | Apai örömök                           | Vaterfreuden                           | Felix                          | Molnár Áron     |
| 2014 | Villám és a varázsló                  | The House of Magic                     | Villám (német hangja)          | Straub Martin   |
| 2015 | Mr. Dadus                             | Der Nanny                              | Clemens Klina                  | Moser Károly    |
| 2015 | A kis herceg                          | Le Petit Prince                        | Róka (német hangja)            | Széles Tamás    |
| 2016 | Robinson Crusoe                       | Robinson Crusoe                        | Robinson Crusoe (német hangja) | Márkus Sándor   |
| 2016 | A legkúlabb nap                       | Der geilste Tag                        | Andi                           | Szabó Máté      |
| 2016 | Négyen a bank ellen                   | Vier gegen die Bank                    | Max, a reklámszakember         | Fehér Tibor     |
| 2018 | Hot Dog                               | Hot Dog                                | Theo Ransoff                   | Markovics Tamás |
| 2018 | Boldogság befőtt                      | Vielmachglas                           | Erik Ruge                      | Szabó Máté      |
| 2018 | Kurszk                                | Kursk                                  | Pavel Szonyin                  | Renácz Zoltán   |
| 2018 | 100 dolog                             | 100 Dinge                              | Anton Katz                     | Molnár Levente  |
| 2019 | Playmobil: A film                     | Playmobil: The Movie                   | Rex Deluxe (német hangja)      | Gacsal Ádám     |
| 2020 | Ellenállás                            | Resistance                             | Barbie                         | Seder Gábor     |
| 2021 | A halottak hadserege                  | Army of the Dead                       | Ludwig Dieter                  | Király Dániel   |
| 2021 | A tolvajok hadserege                  | Army of Thieves                        | Ludwig Dieter                  | Király Dániel   |
| 2021 |                                       | Hinterland                             | Josef Severin                  |                 |
| 2022 | A Mardini nővérek                     | The Swimmers                           | Sven                           | Molnár Levente  |
| 2023 | Oppenheimer                           | Oppenheimer                            | Werner Heisenberg              | Seder Gábor     |
| 2023 | Rachel Stone – Mindent vagy semmit    | Heart of Stone                         | Kőr bubi                       | Molnár Levente  |
| 2023 | Családi cserebere                     | Family Switch                          | Rolf                           | Markovics Tamás |
| 2023 | Milli Vanilli: Az évszázad botránya   | Girl You Know It's True                | Frank Farian                   | Hamvas Dániel   |
| 2025 | Elio                                  | Elio                                   | Tegmen (hangja)                | Ganxsta Zolee   |

### Televíziós szerepek
| Év         | Magyar cím          | Eredeti cím                                           | Szerep                             | Megjegyzések |
| ---------- | ------------------- | ----------------------------------------------------- | ---------------------------------- | ------------ |
| 1997       |                     | Spuk aus der Gruft                                    | Torsten                            | tévéfilm     |
| 1998       |                     | Ärzte                                                 | Dr. Vogt                           | 1 epizód     |
| 1998, 1999 |                     | Siska                                                 | Sebastian Freese, Benny Daum       | 2 epizód     |
| 1999       |                     | Dr. Stefan Frank – Der Arzt, dem die Frauen vertrauen | Ingo Taschke                       | 1 epizód     |
| 1999       |                     | Spuk im Reich der Schatten                            | Torsten                            | tévéfilm     |
| 2000       |                     | Verbotenes Verlangen – Ich liebe meinen Schüler       | Ben                                | tévéfilm     |
| 2000       | Csókolj meg, békám! | Küss mich, Frosch                                     | Dietbert herceg                    | tévéfilm     |
| 2001       |                     | Babykram ist Männersache                              | Malte                              | tévéfilm     |
| 2001       |                     | Polizeiruf 110: Zerstörte Träume                      | Daniel Cross                       | 1 epizód     |
| 2001, 2010 | Tetthely            | Tatort                                                | Balthasar Staupen, Jacky Bräutigam | 2 epizód     |
| 2002       |                     | Die Freunde der Freunde                               | Gregor                             | tévéfilm     |
| 2003       |                     | Hamlet X                                              | Osric                              | tévéfilm     |
| 2004       |                     | Baal                                                  | Baal                               | tévéfilm     |
| 2004       |                     | Kalter Frühling                                       | Ben Lüders                         | tévéfilm     |
| 2005       |                     | Schiller                                              | Friedrich Schiller                 | tévéfilm     |
| 2007       |                     | Ein spätes Mädchen                                    | Felix                              | tévéfilm     |
| 2009       |                     | Mein Leben – Marcel Reich-Ranicki                     | Marcel Reich-Ranicki fiatalon      | tévéfilm     |
| 2017–2018  |                     | You Are Wanted                                        | Lukas Franke                       | 12 epizód    |

## Színházi szerepei
- 2004: Eins, Zwei, Drei ...Otto Ludwig Pfiffl - Hebbel Theatre, Berlin
- 2007: North directed by Frank Castorf - Volksbühne, Berlin

## Díjak
- 2000: German Television Price - Promotional Award for the performance in Verbotenes Verlangen
- 2002: Günter Strack TV Award - Best Young Actor for the performance in Tatort - Gewaltfieber
- 2003: Golden Camera - "Curt Jürgens Memorial Camera" for best newcomer and performances in Die Freunde der Freunde & Soloalbum
- 2003: Adolf Grimme Award - For the performance in Die Freunde der Freunde
- 2003: New Faces Award - Best Actor
- 2004: Bavarian Film Award - Best Young Actor
- 2004: Fernsehfilm-Festival Baden-Baden - Special award for the outstanding performances in Baal and

Kalter Frühling
- 2005: Undine Award - Best Young Actor (TV) for the performance in Schiller
- 2006: DIVA-Award – Best Actor for the performances in Kammerflimmern, Schiller and Polly Blue Eyes
- 2007: Undine Award - Best Young Actor (feature film) for the performance in Das wilde Leben
- 2007: Bambi - Film - National - Male
- 2013: Bambi-díj[2]